# Monakam
Monakam ist ein Luftkurort und ehemaliges Waldhufendorf, das seit 1970 einen Ortsteil von Bad Liebenzell bildet.

## Geschichte
Das Dorf soll im 13. Jahrhundert von Liebenzell aus besiedelt worden sein. Urkundlich wird der Ort „Munakamp“ erstmals 1431, später 1453 und dann 1477 erwähnt. Während des Dreißigjährigen Krieges wurde das abgelegene Dorf vermutlich nicht zerstört, weil zu ihm keine Straßen führten, wie einer Karte von 1797 zu entnehmen ist. Die Landwirtschaft wurde inzwischen auf wenige Betriebe verlagert. Neue Wohngebiete entstanden, vielfach als Nebenwohnung oder Ferienwohnung.

## Kapelle
An der Monbachstraße Ecke Brunnenstraße, wo sich heute das Kriegerdenkmal für die Gefallenen des Ersten und des Zweiten Weltkrieges befindet, stand die Kapelle zum Heiligen Kreuz inmitten des Kirchhofes. In ihr stand der 1497 geschaffene Hochaltar, der die Kirche über Jahrhunderte hinweg zu einem Heiligtum machte. Mit Einführung der Reformation durch Ulrich 1556 im Herzogtum ebbte der Zulauf erheblich ab. Jedoch kommen nach wie vor katholische Besuchergruppen her und sind in der evangelischen Kirche willkommen. Bis heute erinnert auch das Ortswappen, ein Lateinisches Kreuz auf einem Hügel, an die Wallfahrt zum Heiligen Kreuz. 1791 schätzte der Kirchenrats-Baumeister Wilhelm Friedrich Goez das Alter der Kapelle auf wenigstens 400 Jahre. Schultheiß, Richter und Bürger der Gemeinde wiesen auf die Baufälligkeit hin, 1798 mussten Uhr und Glocken abgenommen werden, ferner der Dachreiter wegen akuter Einsturzgefahr. 1802 kam es zum Baubeginn einer neuen Kirche.

## Kultur

### Vereinswesen

#### Sportgemeinschaft 1977 Monakam e.V.
Die Sportgemeinschaft wurde 1977 gegründet. Das Programm enthält Angebote für Kinder und Jugendliche, wie Eltern-Kind Turnen oder Taekwon-Do für Kinder, als auch Angebote wie Mountain-Biking Tischtennis. Die Teilnahme am deutschen Sportabzeichen ist ebenfalls möglich.

#### Chorgemeinschaft Monakam-Unterhaugstett e.V.
Die Chorgemeinschaft entstand im Jahr 2004 aus den Vereinen ,,Sängerlust Unterhaugstett" und ,,Eintracht Monakam". Grund für die Zusammenlegung der beiden Vereine waren rückgängige Mitgliedszahlen.

#### Bücherei
Im Monakamer Dorfzentrum befindet sich eine regelmäßig geöffnete, ehrenamtlich betriebene Bücherei mit stetig erweiterem Angebot.

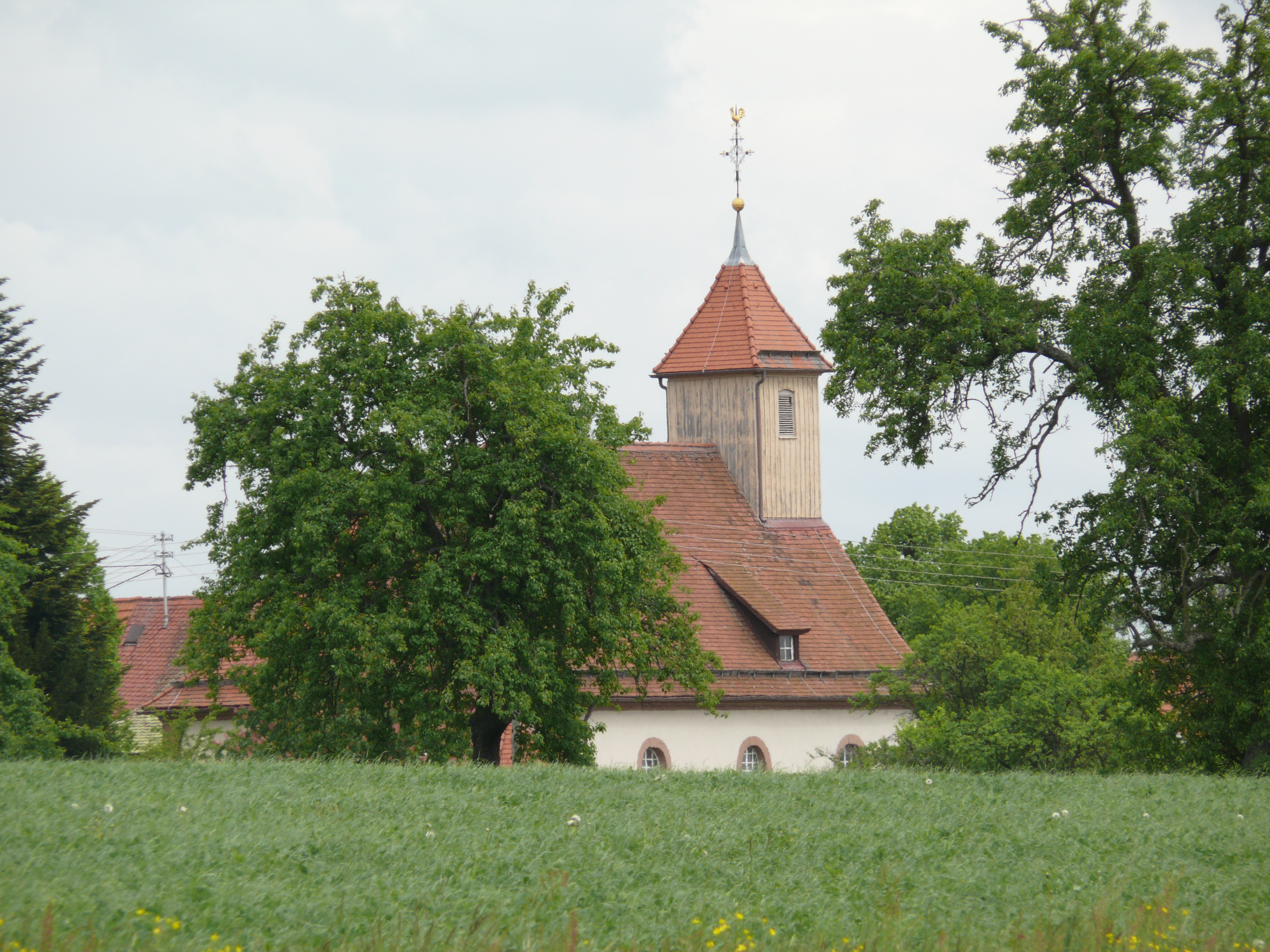
Evangelische Kirche

## Evangelische Kirche

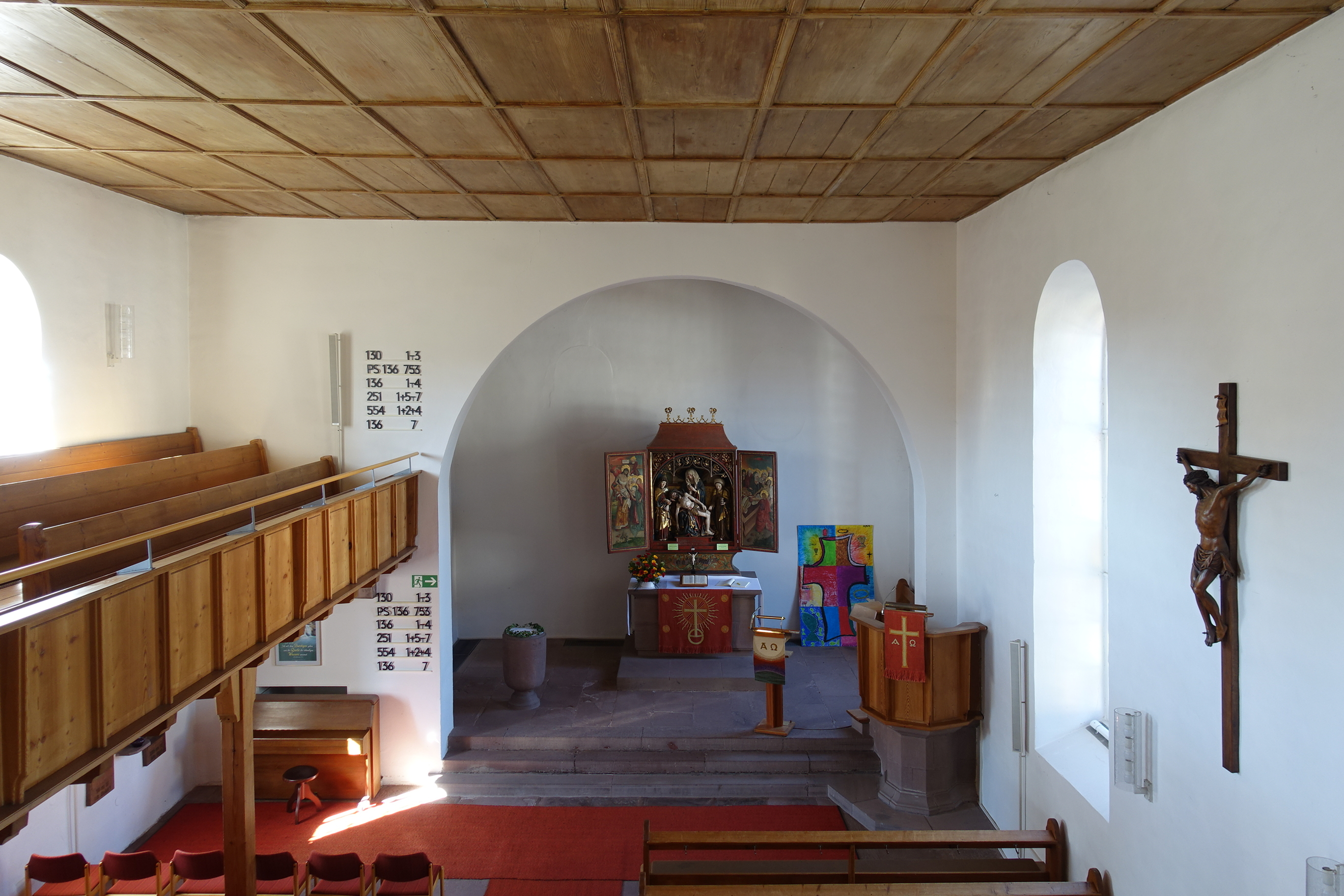
Blick zum Altar

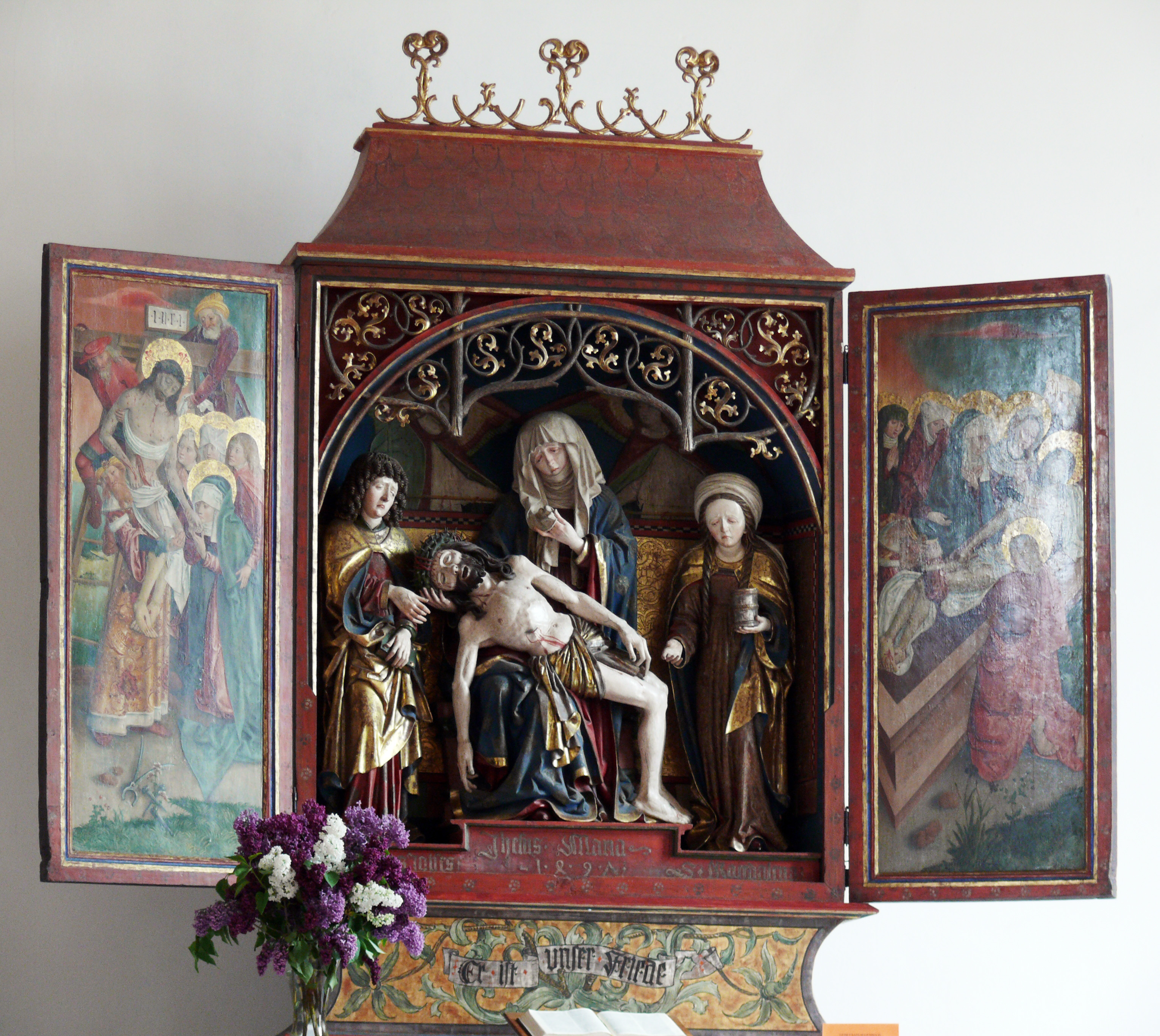
Monakamer Passionsaltar

Nach dem Entwurf von Wilhelm Friedrich Goez entstand 1802 durch Baumeister Glaser eine mit einem Satteldach bedeckte Saalkirche. Sie gehört zur heutigen evangelischen Kirchengemeinde Monakam-Unterhaugstett im Kirchenbezirk Calw-Nagold der Evangelischen Landeskirche in Württemberg. Oberhalb des Eingangs befindet sich ein Dachturm. Das Kirchenschiff ist mit einer Kassettendecke versehen. Bereits ein Jahrhundert später waren eine Renovierung und eine Erweiterung fällig. Der Anbau eines polygonalen Chores wurde aus Kostengründen verworfen, das Kirchenschiff wurde nur verlängert und mit einer Sakristei versehen. Der Altarraum wurde durch einen Triumphbogen vom Kirchsaal getrennt. Für die inzwischen gewachsene Zahl der Gemeindemitglieder wurde vor der Nord- und Ostwand eine Empore errichtet.

### Ausstattung

#### Altar
Schmuckstück der Kirche ist der Passionsaltar, der von Friedrich August Weber 1789 in einem Reisebericht beschrieben wurde. Seine Herkunft ist unbekannt, vermutlich stammt er aus einer aufgelassenen Kirche. Auf dem Sockel ist die Jahreszahl 1497 aufgemalt. Der Flügelaltar besteht aus einer Schreingruppe, Maria, die den Kopf ihres toten Sohnes mit der Hand stützt, rechts flankiert von Maria Magdalena, links von Johannes. Der linke bemalte Flügel zeigt die Kreuzabnahme, der rechte die Grablegung.

#### Glasfenster
Zum Reformationsjubiläum 2017 hat sich die Kirchengemeinde entschlossen, in Auseinandersetzung mit dem Passionsthema des Altars für die beiden Nordfenster links und rechts vom Kruzifix moderne Glasmalereien anfertigen zu lassen. Der international renommierte Glaskünstler Johannes Schreiter schuf pünktlich zum Reformationsfest 2018 mit seinen Fenstern die thematische Fortsetzung vom Passionsaltar: Auferstehung Christi und Pfingsten.